# Amblypachus praeruptus
Amblypachus praeruptus is een vliesvleugelig insect uit de familie Pteromalidae. De wetenschappelijke naam is voor het eerst geldig gepubliceerd in 1964 door De Santis.